# Sumi Shimamoto
Sumi Shimamoto (japanski 島本 須美; Shimamoto, Sumi, Kochi, 8. prosinca 1954.) je japanska seiyuu, tj. sinkronizacijska glumica koja posuđuje glasove u animeima. Najpoznatija je po animeima "Nausikaja iz vjetrovite doline", "Maison Ikkoku" i "Cagliostrin dvorac".
Nakon što je završila konzervatorij Toho Gakuen, pridružila se Gekidan Seinenza, kazališnoj glumačkoj skupini. Trenutno je neovisna o bilo kojo agenciji za talente. Udala se za Daisukea Koshikawau, jednog od osnivača humoristične grupe „Chibikko Gang“.

## Anime

### TV
- 7 of Seven (Mitsuko Suzuki)
- Ai Yori Aoshi (Taeko Minazukina majka i baka)
- Akazukin Chacha (Piisuke, Urara ravnatelj, Shiineva majka)
- Asobō!! Hello Kitty (Mama)
- Avenger (Westa)
- Black Jack (Sono Eiko)
- Bleach (Miyako Shiba)
- Blue Gale Xabungle (Maria Maria)
- City Hunter (Maki Himuro)
- Cyborg 009: The Cyborg Soldier (Ixquic)
- Detektiv Conan (Yukiko Kudo (Vivian Kudo), Fumiyo Akechi)
- Dirty Pair (Margaret Tainer)
- Don't Leave Me Alone, Daisy (Rarako-sensei)
- Doraemon (Kībō)
- Dragon Ball (Mermaid)
- Eat-Man '98 (Koko)
- Hachijū Hiai Sekai Isshū (Chiko)
- Full Moon (Great Mother)
- Great Teacher Onizuka (Chizuru Ōta)
- Gintama (Mitsuba Okita)
- Hana no Mahōtsukai Marybelle (Mama Belle)
- Hello Kitty: Shiawase no Tulip (Mama)
- Hidamari no Ki (Geisha)
- I My Me! Strawberry Eggs! (Fukiko Kuzuha)
- Jeanie with the Light Brown Hair (Sister Conrad)
- Jungle de Ikou! (Rongo)
- Kiddy Grade (Gđa. Padushka)
- Kimba (Eliza, Ryōna)
- Kindaichi Case Files (Risa Kurea, Arisa Midō)
- Kiteretsu Daihyakka (Michiko Kite, Yoshie Sakurai, Ikue Hanamaru)
- Kitty's Paradise (Mama)
- Kurau Phantom Memory (Aine, Kleine)
- Kūsō Kagaku Sekai Gulliver Boy (Ripley)
- A Little Princess Sara (Sarah Crewe)
- Lucky Star (Kanata Izumi)
- Lupin III (Maki Ōyamada in Farewell Beloved Lupin epizoda u TV seriji 2)
- Madara (Princess Sakuya)
- Maison Ikkoku (Kyōko Otonashi)
- Mama's a Fourth Grader (Sawako Yamaguchi)
- Master Keaton (Anna Brummer)
- Mermaid Forest  (Towa)
- Mikan Enikki
- Mister Ajikko (Yoamuhi)
- Mizuiro Jidai (Obasan)
- Moomin (Fillyjonk)
- Mrs. Pepperpot (Rūri)
- NG Knight Ramune & 40 (Monobe-sensei)
- Ninja Senshi Tobikage (Princcess Romina)
- Neo Hayper Kids (reader)
- Oh! Family (Fii Anderson)
- Ōi! Ryōma (Sakae Sakaki)
- Oniisama e (Rei Asaka)
- Oz no Mahōtsukai (Dorothy)
- Patlabor (Ayano Fujii)
- Peter Pan no Bōken (Tinker Bell)
- Pigmario (Shōryō Orie)
- Pipi duga čarapa (japaneska sinkronizacija) (Lady)
- Pokonyan! (Momoko-sensei)
- Princeza Devet (Shino Hayakawa)
- Reporter Blues (Toni)
- Rurouni Kenshin (Tae Sekihara, Sae Sekihara)
- Sailor Moon Sailor Stars (Akane)
- Sally, the Witch (Sumireova majka)
- Samurai Pizza Cats (Usakyoku sama)
- Sango-shō Densetsu: Aoi Umi no Elfie (Elfie)
- Seishun Anime Zenshū Izu no Odoriko (Kaoru)
- Seitoshokun (Māru (Mariko Hōjō)
- Shinkai Densetsu Meremanoid (Rūsumirā)
- Shūkan Storyland (pripovjedač)
- Silent Möbius (Tomona Yamikumo)
- SoltyRei (Eirenē)
- Sorcerer Hunters (Big Mama)
- Soreike! Anpanman (Shokupanman, Dekako Mom)
- Sugar Rune (Candie)
- Super Bikkuriman (Maka Turtle)
- Tenkū Senki Shurato (Goddess of Harmony Vishnu)
- Tsubasa Chronicle (Emeraude)
- Tsuyoshi Shikkari Shinasai (Kawakami-sensei)
- The Twins at St. Clare's (Hilary)
- Ultraman (Mutsumi)
- Ulysses 31i (Yumi)
- Urusei Yatsura (Asuka Mizunokoji, Kiriko Amenomori)
- Vampire Princess Miyu (Shinma Enju)
- Victorian Romance Emma (Aurelia Jones)
- Violinist of Hameln (Queen Horun)
- Wing Man (Matsuoka-sensei)
- Yu-Gi-Oh! (Ishizu Ishtar, Isis)
- Zendaman (Eve)
- Zenki (Rengetsu)

### OVA
- Adventure! Iczer-3 (Sestra Grey)
- Barefoot Gin Rei (Ginrei)
- Case Closed series (Yukiko Kudo)
- Devil Hunter Yohko (Princess Yanagi)
- Dream Hunter Rem (Yōko Takamiya, Keiko)
- Fight! Iczer One (Sir Violet)
- Fire Emblem (Elis)
- Fire Tripper (Suzuko, Suzu)
- Giant Robo (Ginrei)
- Gōshō Aoyama's Collection of Short Stories (Yukiko Fujimine)
- Gōshō Aoyama's Collection of Short Stories 2 (Yukiko Kudō)
- Hell Target (Tiki Carmack)
- Hello Kitty (Mama)
- Hello Kitty no Hajimete no Christmas Cake (Mama)
- Hello Kitty to Issho (Mama)
- Here is Greenwood (Sumire Hasukawa)
- The Irresponsible Captain Tylor (Miranda)
- Jungle de Ikou! (Rongo)
- Kitty to Daniel no Suteki na Christmas (Mama)
- Kamen Rider (Ruriko Midorikawa)
- Madara (Princess Sakuya)
- Maison Ikkoku Bangaihen: Ikkokujima Nanpa Shimatsuki (Kyōko Otonashi)
- Maison Ikkoku Prelude (Kyōko Otonashi)
- Maris the Chojo (Sue)
- Mikan Enikki: Mikan America e Iku?!
- Salamander series (Paola)
- Seito Shokun! (Mariko Kitashiro)
- Sorcerer Hunters (Big Mama)
- Soreike! Anpanman series (Nashio-kun, Shokupanman)
- Tetsuwan Gin Rei (Ginrei)
- Tokyo Babylon series (Kiriko Kashiwagi)
- Urusei Yatsura series (Asuka Mizunokoji)
- Virgin Fleet (Shiokaze Umino)
- Yōchien Sentai Genkizzu (Tomomi-sensei)

### Filmovi
- Aitsu to Lullaby: Suiyōbi no Cinderella
- Anpanman series (Shokupanman)
- Meitantei Conan: The Ghost of Baker Street (Irene Adler)
- Cagliostrin dvorac (Clarisse d'Cagliostro)
- Chocchan Monogatari (Chō Kuroyanagi)
- Cutie Honey Flash (Claire)
- Ocean Waves (Ljubavnica Rikakovog oca)
- Kazu & Yasu: Hero Tanjō (Yoshiko Miura)
- Maison Ikkoku: Kanketsuhen (Kyōko Otonashi)
- Moomin series (Fillyjonk)
- Moj susjed Totoro (Majka (Yasuko Kusakabe))
- Nausikaja iz vjetrovite doline (Nausicaä)
- One Piece: Clockwork Island Adventure (Madame)
- Princeza Mononoke (Toki)
- Umeboshi Denka: Uchū no Hate kara Banbaroban! (Mama)
- Unico: Mahō no Shima e (Cherry)
- Urusei Yatsura series (Asuka Mizunokoji, Lahla)
- Utsunomiko: Chijōhen (Nayotake)

## Videoigre
- Dissidia: Final Fantasy (Cosmos)
- Eternal Melody (Tina Harvel)
- Kessen 2 (Jun'iki)
- Otomedius (Gofer Sisters, Irene, Operetta)
- Mugen Senshi Valis (Yuuko Asou)
- Sakura Wars 2 (Margueritte Chateaubriand)
- Shinki Gensō Spectral Souls II (Leilia, Horun)
- Xexex (Elaine Laccius)

## Radio
- Seishun Adventure: Hiroshi Mori's "Joō no Hyaku Hisshitsu" (Queen Debō Suho)

## CD
- 20-mensō ni Onegai!! Koi hodo Suteki na Musical ha nai (Utako Ōkawa)
- Koisuru KI•MO•CHI (as Kyōko Otonashi)

## Ostalo
- All Finish Tōkyō Midnight: Natsumi's Eye (Natsumi Kawahara)
- Ocean Waves (učitelj dijalekta)

## Igrani filmovi/serije
- Sazae-san Uchiakebanashi
- Tarō no Seishun

### Sinkronizacija stranih filmova
- Zasjeda 2
- Sirove strasti
- D•N•A II
- Male žene (Bess)
- Mercy Mission: The Rescue of Flight 771
- Micro Kids
- Miss Marple: Karipska misterija
- Ubojstvo u Miamiju
- Poltergeist 2
- Robin Cook no Shi he no Kyōfu
- Sahara
- Ratovi zvijezda IV: Nova nada (Princeza Leia Organa)
- Ratovi zvijezda V: Imperij uzvraća udarac (Princeza Leia Organa)
- Ratovi zvijezda VI: Povratak Jedija (Princeza Leia Organa)
- Terminal Velocity (Kate)

## Vanjske poveznice
- Sumi Shimamoto u internetskoj bazi filmova IMDb-u (engl.)
- Shimamoto Sumi na Hitoshi Doi siteu
- Sumi Shimamoto na Anime News Network